# Stenhomalus erythrothorax
Stenhomalus erythrothorax là một loài bọ cánh cứng trong họ Cerambycidae.